# Dik El Mehdi

Dik El Mehdi (arabe : ديك المحدي) est un village libanais situé dans le caza du Metn au Mont-Liban au Liban. La population est presque exclusivement chrétienne.